# Nebadhai Duttapukur
Nebadhai Duttapukur là một thị trấn thống kê (census town) của quận North Twentyfour Parganas thuộc bang Tây Bengal, Ấn Độ.

## Nhân khẩu
Theo điều tra dân số năm 2001 của Ấn Độ, Nebadhai Duttapukur có dân số 19.882 người. Phái nam chiếm 51% tổng số dân và phái nữ chiếm 49%. Nebadhai Duttapukur có tỷ lệ 77% biết đọc biết viết, cao hơn tỷ lệ trung bình toàn quốc là 59,5%: tỷ lệ cho phái nam là 82%, và tỷ lệ cho phái nữ là 73%. Tại Nebadhai Duttapukur, 9% dân số nhỏ hơn 6 tuổi.